# 청대초등학교
청대초등학교는 대한민국 강원특별자치도 속초시에 있는 공립 초등학교이다.

## 학교 연혁
- 1995.07.12 청대초등학교 설립인가(18학급)
- 1997.04.01 청대초등학교 개교
- 2012.09.01 제5대 김연종 교장선생님 부임
- 2014.02.14 제17회 졸업식 거행(136명, 누계 3,013명)
- 2014.03.01 31학급 편성

## 참고 자료
- 청대초등학교 - 한국교육학술정보원 학교알리미